# Orbigny (Indre-et-Loire)
Orbigny település Franciaországban, Indre-et-Loire megyében. Lakosainak száma 711 fő (2022. január 1.). Orbigny Châteauvieux, Mareuil-sur-Cher, Beaumont-Village, Céré-la-Ronde, Genillé, Nouans-les-Fontaines, Saint-Aignan és Villeloin-Coulangé községekkel határos.

## Népesség
A település népességének változása:
| Lakosok száma | 1045 | 785  | 721  | 747  | 756  | 764  | 732  | 715  | 712  | 711  |
|               | 1968 | 1982 | 1990 | 2006 | 2013 | 2015 | 2017 | 2019 | 2020 | 2022 |